# Слепой убийца
«Слепой убийца» (англ. Blind Assassin) — роман канадской писательницы Маргарет Этвуд . Впервые был опубликован издательством «McClelland & Stewart» в 2000 году.
Роман был удостоен Букеровской премии в 2000 году и премии Дэшила Хэммета в 2001 году, а также вошел в шорт-лист других премий.

## Описание
Главная героиня романа Айрис Чейз и её сестра Лора выросли в небольшом городке на юге Онтарио. Их семья владеет небольшой фабрикой, которая дает им неплохой доход. Молодая, не знающая мира Лора влюбляется в агитатора-коммуниста Алекса Томаса, которого обвиняют в поджоге фабрики её отца. Но и старшая сестра Айрис, кажется, считает само собой разумеющимся, что она даст ему приют.
Отец совершает судьбоносную ошибку, отдавая свою дочь Айрис замуж за своего главного экономического конкурента, лицемерного, беспринципного, жаждущего власти человека. Для дочерей, несмотря на внешний достаток, всё идет под откос: смерть отца, разорение отцовской фабрики, кошмарный брак Айрис, Лора попадает в клинику. Все эти годы длится тайная сексуальная связь с Алексом Томасом, который ушёл в подполье. Сёстры отдаляются друг от друга, события идут своим чередом, Лора кончает жизнь самоубийством. 

## Главные герои
- Айрис Чейз Гриффен : рассказчик и главная героиня романа.
- Лора Чейз : сестра Айрис, самоубийство которой открывает книгу и которая является автором романа внутри романа.
- Ричард Э. Гриффен : муж Айрис с политическими амбициями.
- Винифред Гриффен Прайор : золовка Айрис.
- Алекс Томас : молодой писатель, симпатизирующий коммунистам.
- Cpt. Норвал Чейз : Отец Айрис и Лоры.
- Рини : домработница семьи Чейз.
- Майра Стерджесс : дочь Рини (возможно, от капитана Чейза), которая помогает Айрис в старости.
- Эйми Аделиа Гриффен : дочь Айрис.
- Сабрина Гриффен : внучка Айрис.

## Прием критиков
Отзывы критиков были смешанными. Рецензент Salon охарактеризовал книгу как «хитрую сказку, набросанную фирменным чёрным юмором и ловкой рукой Этвуд». Критик New York Times Томас Мэллон не был впечатлён романом, назвав книгу «слишком длинной и плохо написанной». Адам Марс-Джонс в «Гардиан» был менее негативным, но охарактеризовал книгу как «романтическую сказку» с политическими элементами.
Роман был удостоен Букеровской премии в 2000 году и премии Хэммета в 2001 году. Был номинирован на премию генерал-губернатора в 2000 году, Женскую премию за художественную литературу и Дублинскую литературную премию в 2002 году. Журнал Time назвал его лучшим романом 2000 года и включил в список 100 величайших англоязычных романов с 1923 года.